# Cowspiracy
Cowspiracy: The Sustainability Secret (Cowspiracy: Bæredygtighedens Hemmelighed) er en dokumentarfilm fra 2014 produceret og instrueret af Kip Andersen og Keegan Kuhn. Filmen udforsker husdyravlens indflydelse på miljøet og undersøger politikkerne for miljøorganisationer vedrørende dette problem. Miljøorganisationerne som bliver undersøgt i filmen inkluderer Greenpeace, Sierra Club, Surfrider Foundation, Rainforest Action Network, samt mange flere.
Filmen blev crowdfunded på IndieGoGo, med 1.449 bidragere, som gav $117.092 i alt (svarende til 800.000 danske kroner). Det svarer til 217% af deres oprindelige mål, og det gjorde det muligt for dem at gøre filmen tilgængelig på engelsk, spansk og tysk, samt lave undertekster til den på mere end 10 forskellige sprog.

## Udvalgte personligheder
- Lisa Agabian (Sea Shepherd Conservation Society)
- Manucher Alemi (Department of Water Resources)
- Lindsey Allen (Rainforest Action Network)
- Kip Andersen (co-director)
- Will Anderson (Greenpeace)
- Deniz Bolbol (American Wild Horse)
- Heather Cooley (Pacific Institute)
- Kamyar Guivetchi (Department of Water Resources)
- Bruce Hamilton (Sierra Club)
- Susan Hartland (Sea Shepherd Conservation Society)
- Michael Klaper (psykiater)
- Howard Lyman
- Demosthenes Maratos (Sustainability Institute)
- Chad Nelsen (Surfrider Foundation)
- Ann Notthoff (Natural Resources Defense Council)
- Richard Oppenlander (tandlæge, grundlægger af et vegansk madselskab, miljøforsker

## Priser
Conspiracy vandt prisen Audience Choice ved South African Eco Film Festival i 2015, og vandt også Best Foreign Film Award ved tolvte årlige Festival de films de Portneuf sur l'environnement.

## Kritik
Doug Boucher, som gennemgik dokumentaren for Union of Concerned Scientists, satte spørgsmålstegn til filmens faktuelle grundlag, som er en påstand om at "51 procent af de globale drivhusgasser forårsages af kødindustrien".
Boucher beskiver at de overdrevne "51%" blev hentet fra en Worldwatch Institute rapport fra 2009 af Robert Goodland og Jeff Anhang; ikke fra en fagligt evalueret forskningsafhandling. Han gør opmærksom på de metodologiske mangler i Goodland og Anhang's logik, og bemærker også at det videnskabelig fællesskab dannede konsensus om at global opvarmning primært skyldes menneskets forbrænding af fossile brændstoffer.
Boucher oplyser også at den videnskabenlige konsensus også kom frem til at husdyrbestanden i øjeblikket kun medvirker til 15 procent af de globale drivhusgasudledninger – langt lavere end de "51%" som hævdes i filmen. 
Overblikket fra Union of Concerned Scientists konkludere ved at vedkende sig at husdyrbestand ganske rigtigt bidrager til globalopvarmning—ihvorvel med en langt lavere procentdel end filmen påstår—og bemærker også at filmens påstand om en videnskabelig konspiration kan blive modbevist af et enormt antal informationsmateriale udgivet angående husdyrbestandens medvirken i udledningen af drivhusgasser.
Keegan Kuhn svarede eftertfølgende på den fremførte kritik på filmens blog.